# 波克弗拉特海岸 (加利福尼亞州)
波克弗拉特海岸（英語：The Shores of Poker Flat）是位於美國加利福尼亞州卡拉韋拉斯縣的一個非建制地區。該地的面積和人口皆未知。

## 地理
波克弗拉特海岸的座標為37°54′11″N 120°34′56″W / 37.90306°N 120.58222°W，而該地的平均海拔高度為178米（即584英尺）。